# ライリー・ギリアム
ライリー・カーズウェル・ギリアム（Ryley Carswell Gilliam,  1996年8月11日 - ）は、アメリカ合衆国ジョージア州コブ郡マリエッタ出身のプロ野球選手（投手）。右投右打。MLBのニューヨーク・メッツ傘下所属。

## 経歴
クレムゾン大学時代の2017年には第41回日米大学野球選手権大会にアメリカ合衆国代表として参加した。
2018年のMLBドラフト5巡目（全体140位）でニューヨーク・メッツから指名され、プロ入り。契約後、傘下のA-級ブルックリン・サイクロンズでプロデビュー。17試合に登板して0勝1敗5セーブ、防御率2.08、31奪三振を記録した。
2019年はA+級セントルーシー・メッツ、AA級ビンガムトン・ランブルポニーズ、AAA級シラキュース・メッツでプレーし、3球団合計で29試合に登板して5勝0敗3セーブ、防御率6.05、56奪三振を記録した。オフにはアリゾナ・フォールリーグに参加し、スコッツデール・スコーピオンズに所属した。
2020年は新型コロナウイルスの影響でマイナーリーグの試合が開催されなかったため、公式戦の出場は無かった。

## 投球スタイル
浮き上がる軌道になるフォーシームと、縦に大きく変化するカーブのコンビネーションで投げるツーピッチ・ピッチャーである。打者の目線を狂わすことに長け、奪三振率が高い。弱点は打球がフライになりやすいため、本塁打のリスクが高いことである。

## 詳細情報

### 代表歴
- 第41回日米大学野球選手権大会 アメリカ合衆国代表（2017年）